# Ferula palmyrensis
Ferula palmyrensis là một loài thực vật có hoa trong họ Hoa tán. Loài này được Post & Beauverd mô tả khoa học đầu tiên năm 1932.